# Хассабис, Демис
Сэр Демис Хассабис (англ. Demis Hassabis; род. 27 июля 1976, Лондон) — британский исследователь искусственного интеллекта, нейробиолог, разработчик компьютерных игр.
Член Королевской инженерной академии Великобритании (2017), Лондонского королевского общества (2018). Лауреат премии Дэна Дэвида (2020) и Нобелевской премии по химии (2024), которая была присуждена ему за предсказания фолдинга белков с помощью разработанной его компанией DeepMind программы AlphaFold.

## Ранние годы
Демис родился и вырос в Северном Лондоне, в семье грека-киприота и матери-китаянки из Сингапура. Играя в детстве в шахматы, Хасабис был шахматным вундеркиндом, в возрасте 13 лет имел рейтинг Эло в 2300 пунктов, занимая пятое место в мире среди юношей до 14 лет, возглавлял многие английские юношеские шахматные команды.
Хассабис изучал информатику в Куинз-колледже Кембриджского университета с 1994 года и окончил его с двойным отличием в 1997 году.

## Карьера

### Lionhead
После окончания Кембриджа Демис некоторое время работал в студии Lionhead. В частности был ведущим программистом по созданию игрового искусственного интеллекта для игры Black & White.

### Elixir Studios
В 1998 году Хассабис покинул Lionhead и основал кампанию Elixir Studios - независимый лондонский разработчик компьютерных игр. Также Демис был исполнительным дизайнером таких игр как Republic: The Revolution и Evil Genius.

### Когнитивная нейробиология
Он получил докторскую степень в области когнитивной нейробиологии в Университетском колледже Лондона в 2009 году. В своей работе при разработке новых алгоритмов искусственного интеллекта Демис черпал вдохновение в человеческом мозге.
Работая в области исследования механизмов работы памяти и амнезии, был соавтором нескольких важных научных статей, опубликованных в таких авторитетных научных журналах как Nature, Science, Neuron и PNAS.

### DeepMind
В 2010 году Хасабис стал одним из основателей компании по исследованию искусственного интеллекта DeepMind. В 2014 году Google купил DeepMind за 400 миллионов фунтов стерлингов, хотя компания остается независимым юридическим лицом с офисом в Лондоне. Компания DeepMind, с момента приобретения её Google, под руководством Хассабиса добилась ряда значительных достижений в области создания самообучающихся нейронных сетей, самыми известными из которых являются AlphaGo, AlphaZero и AlphaStar.
Отмечен Mullard Award Лондонского королевского общества (2014).
- Премия Уайли (2022)[7]
- BBVA Foundation Frontiers of Knowledge Award (2022)
- Рыцарь-бакалавр (2024)